# Blues Brothers
The Blues Brothers är en amerikansk musikgrupp som hade sin storhetstid i slutet av 1970-talet och början av 1980-talet.
Bandet grundades av komikerna Dan Aykroyd och John Belushi, inför en sketch i Saturday Night Live. De blev omedelbart stora publikfavoriter och kom snart att bli en fast del av föreställningen. Till en början fungerade de mest som ett bakgrundsband som spelade och underhöll publiken mellan sketcherna, men fick med tiden allt större utrymme i programmet. Belushi och Aykroyd frontade bandet, i rollerna som sångaren "Joliet" Jake Blues och munspelaren/sångaren Elwood Blues. Övriga i bandet är kända och respekterade musiker.
Bandet spelar ett flertal musikstilar, bland annat soul, blues, rhythm and blues och rock. Mot slutet av 1970-talet skrev Dan Aykroyd och regissören John Landis ett filmmanus om de båda bröderna, det resulterade i filmen The Blues Brothers som hade premiär 1980 och filmen uppnådde kultstatus.

## Bandmedlemmar (i urval)
- "Joliet" Jake E. Blues (John Belushi) – sång
- Elwood J. Blues (Dan Aykroyd) – sång
- "Brother" Zee Blues (James Belushi) – sång
- "Mighty Mack" McTeer (John Goodman) – sång
- Buster Blues – sång, munspel
- Steve "The Colonel" Cropper – sologitarr, rytmgitarr
- Donald "Duck" Dunn – basgitarr
- Murphy "Murph" Dunne – keyboard, tamburin
- Steve "Getdwa" Jordan – trummor, percussion
- Tom "Bones" Malone – trumpet, trombon, saxofon
- "Blue" Lou Marini – saxofon
- Matt "Guitar" Murphy – sologitarr, rytmgitarr
- Alan "Mr. Fabulous" Rubin – trumpet
- Tom "Triple Scale" Scott – saxofon
- Paul "The Shiv" Shaffer - keyboard
- Willie "Too Big" Hall – trummor, percussion

## Diskografi
Studioalbum
- Briefcase Full of Blues (1978)
- The Blues Brothers Music From the Soundtrack (1980)
- Made in America (1980)

Livealbum
- Live in Montreux (1990)
- Blues Brothers & Friends - Live from Chicagos House of Blues (1997)
- Blues Brothers 2000 (soundtrack) (1998)

Singlar
- "Soul Man" (1979)
- "Rubber Biscuit" (1979)
- "Gimme Some Lovin' " (1980)
- "Who's Making Love" (1981)
- "Going Back To Miami" (1981)

Samlingsalbum
- Best Of The Blues Brothers (1981)
- Dancin' Wid Da Blues Brothers (1983)
- Everybody Needs Blues Brothers (1988)
- The Definitive Blues Brothers Collection (1992)
- The Very Best of The Blues Brothers (1995)
- The Blues Brothers Complete (1998)
- The Essentials (2003)
- Gimme Some Lovin' & Other Hits (2005)
- American Music Legends (2008)
- An Introduction To Blues Brothers (2017)
- Drop The Needle On The Hits: The Best Of The Blues Brothers (2017)

## Filmografi
- 1980 – The Blues Brothers
- 1998 – Blues Brothers 2000